# Félix de Martino
Félix Martino Díez (Soto de Sajambre, León, 8 de marzo de 1859 - México D.F., 8 de abril de 1924) fue un contable, notario, administrador, financiero, inversor y empresario español-mexicano.

## Biografía

### Infancia y juventud en Soto de Sajambre
Félix de Martino Díez nace el 8 de marzo de 1859 en Soto de Sajambre, localidad situada en el valle de Sajambre, perteneciente al municipio de Oseja de Sajambre, Cistierna, comarca de la Montaña Oriental de León. Fue el segundo de cinco hermanos varones del matrimonio formado por José de Martino Muñoz, natural de Soto, y Josefa Díez Sánchez, natural de Oseja. Su tío Severo influyó decisivamente en su formación y valores. A los quince años Félix manifiesta su intención de emigrar a otras tierras para buscar fortuna y escapar de las limitaciones del medio rural y su falta de expectativas pero no obtiene la aprobación. Con la muerte de su padre en 1882, y a la edad de 23 años, se abre la puerta para su salida de Soto.

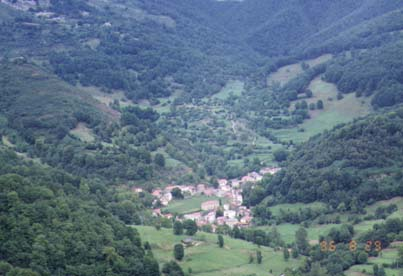
Vista de Soto de Sajambre

### Emigración en España y México
Los deseos de escapar de las duras condiciones de vida eran generales y, como en muchos otros pueblos españoles, Soto de Sajambre tuvo un éxodo importante de sus gentes hacia América. Para pagar el viaje a América primero se tenía que conseguir el dinero para pagar el billete. 
Félix Martino busca trabajo en las minas del alto Bernesga, en Busdongo (Villamanín, León) donde fue contable-listero. Mal pagado, se traslada en 1885 a las minas de Riotinto (Rio Tinto Company Limited) en Huelva, donde saca partido a sus conocimientos y obtiene un reconocimiento profesional que le aleja del trabajo físico. Reunido el dinero suficiente, vuelve a Soto a preparar el viaje a México. Con algún contacto en México emprende finalmente viaje, en 1887 o 1888, desde Santander junto a su hermano Nemesio.
En México residirá en Puebla hasta que se muda a Ciudad de México en 1908. Comenzó a trabajar para el próspero comerciante Santos Letona como contable y gestor. Sus destrezas le abren el camino entre los empresarios españoles afincados en México. Era una época, bajo la presidencia de Porfirio Díaz -porfiriato-, de crecimiento económico y explotación en todos los frentes: agrícola, petróleo, industria, manufactura, con grandes facilidades para las inversiones extranjeras. Trabaja después en la testamentaría de Leopoldo Gavito -quien fue alcalde de México entre 1895 y 1900- de la que se hará copropietario al cabo de unos años. Conocerá a Iñigo Noriega Laso, emigrante asturiano de Colombres, con cuya hija -Guadalupe Noriega- se casará el 27 de mayo de 1899 y con la que tendrá 6 hijos. 
Félix Martino consolida y amplia influencias e ingresos además de gestionar el gran imperio económico de su suegro. No llegaría a ser un gran potentado -...no se dedicó al comercio sino a la gestoría, representación y administración de empresas, así como a la banca: fue accionista del Banco Oriental de México, del Descuento Español de México, del Crédito Español de México y en especial del Banco de Londres y México que presidió en los años de la revolución. Sus primos también participaron en la industria textil poblana (1899-1905) como socios de la dueña de la fábrica textil Santo Domingo, Guadalupe Noriega Castro...-  pero llegó a tener un gran patrimonio personal en 1905 además de recibir los beneficios de la testamentaría. Otras informaciones si señalan su iniciativa empresarial en la central de Metepec y la central hidroeléctrica de San Agustín en el río Nexapa. Sin embargo en Soto de Sajambre se exageró la posición y riqueza de Félix de Martino -el más rico de México, presidente del Banco de México (que se fundaría en 1925). La caída del presidente Porfirio en 1911 perjudicó al círculo de Félix de Martino y también a él por indirectamente ya que la situación económico, los conflictos y revueltas no fueron favorables para las inversiones y proyectos. Francisco Díaz Caneja, amigo, ejecutor de los deseos de Martino y alcalde de Oseja estuvo al tanto de esta situación de dificultades económicas que se acrecientan en México desde esos años y continuarán, con mejores y peores momentos hasta su muerte el 8 de abril de 1924.

## Mecenas de Soto de Sajambre

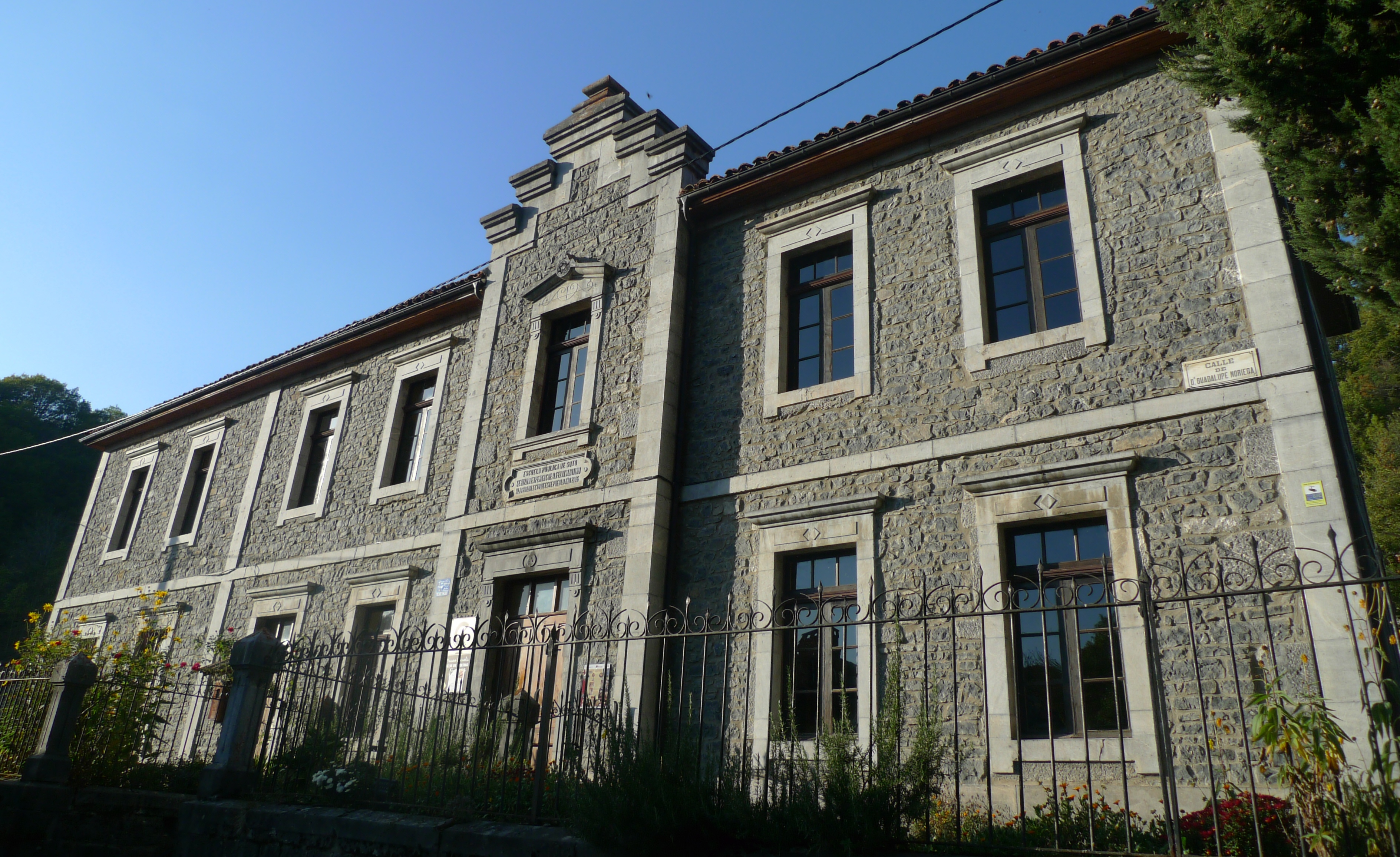
Escuela de Soto de Sajambre, abierta en 1906. Obra financiada y mantenida por Félix Martino Díez hasta 1932.

Félix Martino es considerado uno de los hijos más ilustres de su pueblo natal, Soto de Sajambre, y su principal benefactor. Emigrado a México, consiguió convertirse en copropietario de una testamentaría, fue un importante empresario textil de Puebla, y participó en negocios petrolíferos. Como otros indianos invirtió parte de su riqueza en construir y mantener en su pueblo natal, con el objeto de mejorar la calidad de vida de sus vecinos y sus expectativas de futro, varias infraestructuras, la más importante fue la construcción de escuela, la dotación de mobiliario y la contratación del maestro además de otras infraestructuras como la fuente, el lavadero, la fábrica de luz, mejorando el acceso por carretera así como la construcción del edificio del ayuntamiento de Oseja de Sajambre. Trató de garantizar la pervivencia de las mismas y todo mediante un enfoque de cooperación, según el cual los vecinos de Soto deberían debían aportar su trabajo para la realización de las distintas infraesturas. Su legado singulariza a Soto como uno de los pueblos más peculiares del Valle de Sajambre ubicado en la montaña de Riaño.

### Escuela de Soto
Al espléndido entorno natural de hayedos y robledales, Soto de Sajambre une su patrimonio arquitectónico, en el que destaca por encima de todo su magnífica Escuela, la más preciada obra de Félix Martino. Comenzó su construcción en 1906, abriendo sus puertas el 21 de agosto de 1907. El maestro Leonardo Barriada desarrolló en la misma hasta 1932 un modelo educativo inspirado en la Institución Libre de Enseñanza. Gracias a la generosidad de su promotor, la Escuela contó con material didáctico de extraordinaria calidad, buena parte del cual se conserva y se expone en el propio edificio, hoy convertido en Museo.

#### El jardín escolar
El jardín escolar, a modo de huerto y jardín botánico con unos 180 árboles frutales y 214 árboles forestales también fue financiado por Félix Martino. La idea nació del maestro, Leonardo Barriada. Actualmente el jardín recibe el nombre de Coto escolar Martino-Noriega.

### Fábrica de la luz - minicentral hidroeléctrica
Dentro del patrimonio arquitectónico e industrial destaca la fábrica de la luz, inaugurada el 16 de febrero de 1925 y promovida por Félix de Martino en 1921, es una pequeña central hidroeléctrica que atendió el suministro de energía eléctrica de Soto. La fábrica tiene una turbina acoplada a un generador alemán de la marca Siemens.

### Lavadero y fuente
Otras infraestructuras que promovió y financió Félix Martino son la fuente y el lavadero, inauguarados en 1906 -con techumbre para proteger de las inclemencias atmosféricas-. El lavadero está situado al lado de la fuente, ubicados ambos entre la confluencia del río Agüera y otras regatos de manantiales cercanos.

### Acceso a Soto y edificio del ayuntamiento de Oseja de Sajambre
La construcción del edificio del ayuntamiento de Oseja de Sajambre fue promovida y cofinanciada por Félix Martino. Para ello realizó una suscripción en México entre sus amigos capitalistas.
También contribuyó decisivamente a la mejora y trazado del acceso rodado a Soto de Sajambre que resultaba muy dificultoso para vehículos, tanto por su estrechez como pendiente y trazado.